# Ambre Ballenghien
Ambre Ballenghien née le 13 décembre 2000 à Bruxelles, est une joueuse de hockey sur gazon belge. Elle évolue au poste d'attaquante à La Gantoise HC et avec l'équipe nationale belge.

## Carrière

### Championnat d'Europe
- : 2021
- Top 8 : 2019

### Championnat d'Europe (U21)
- : 2017